# Lista de pinturas de Artur Timóteo da Costa

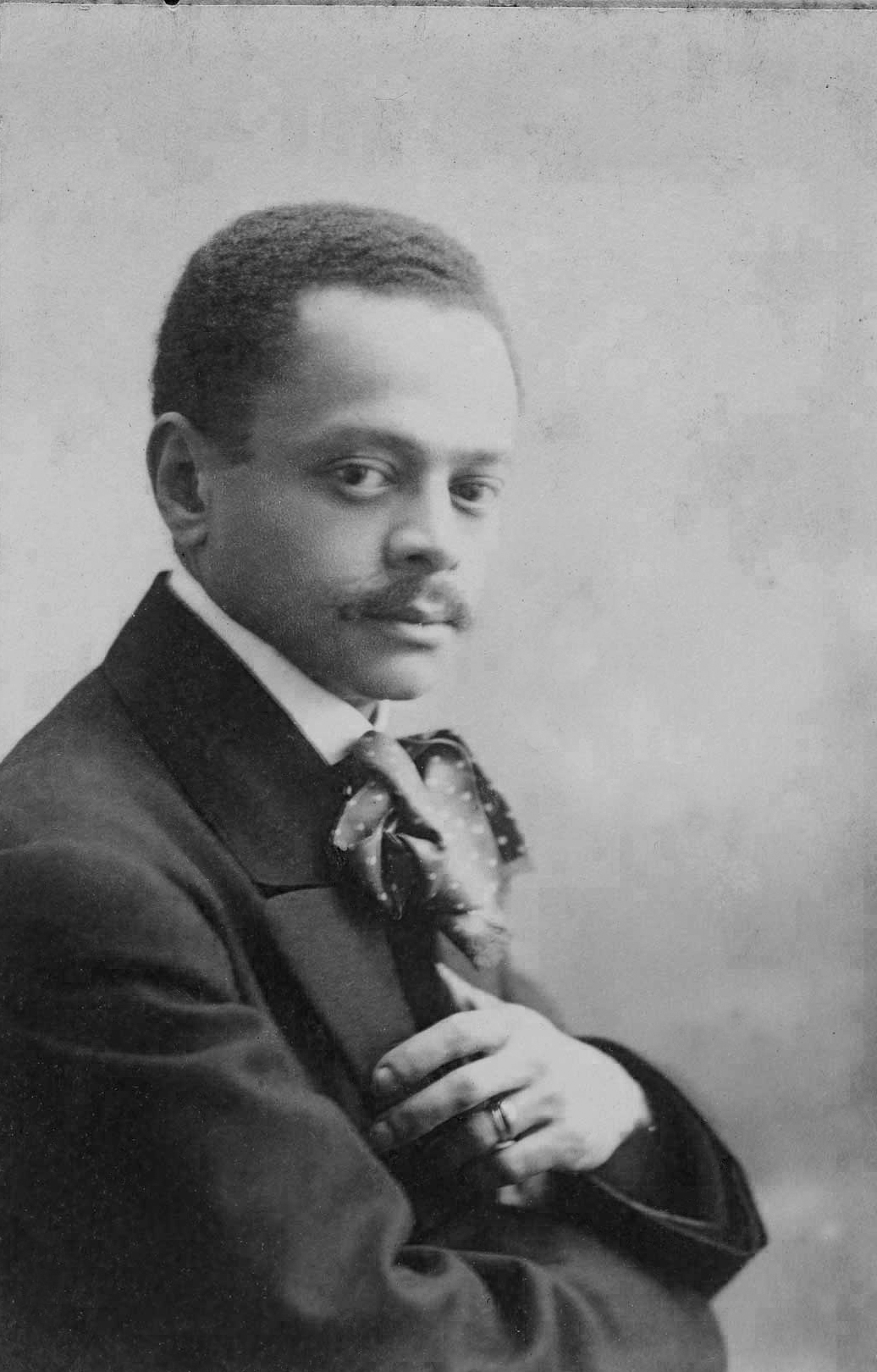
Artur Timóteo da Costa.

Esta é uma lista não exaustiva de pinturas de Artur Timóteo da Costa (1882-1922).
Artur Timóteo da Costa foi um pintor, desenhista, cenógrafo, entalhador e decorador brasileiro. Iniciou os seus estudos de desenho e gravação na Casa da Moeda. Juntamente com seu irmão João Timóteo da Costa (1879-1930) ingressou em 1894 na Escola Nacional de Belas Artes (Enba) aonde frequentou as aulas ministradas de por Daniel Bérard (1846-1910), Zeferino da Costa (1840-1915), Rodolfo Amoedo (1857- 941) e Henrique Bernardelli (1858-1936). Participou de diversas Exposições Gerais de Belas Artes, recebe o prêmio de viagem ao exterior no ano de 1907. Esteve em Paris por dois anos, viajando também para a Itália em 1911, aonde trabalhou na decoração do pavilhão brasileiro na Exposição Internacional de Turim.
Suas obras estão presentes nos acervos dos principais museus brasileiros.
| Imagem | Título                                     | Data                 | Coleção                            | Localização                                     | Gênero              | Descrito em |
| ------ | ------------------------------------------ | -------------------- | ---------------------------------- | ----------------------------------------------- | ------------------- | --- |
|        | A dama de branco                           | 1906                 |                                    | Museu de Arte do Rio Grande do Sul Ado Malagoli |                     | O identificador "Q75991974" é desconhecido pelo sistema. Utilize um identificador de entidade válido, por favor.  |
|        | No atelier de Lucílio                      | 1910                 |                                    | Museu Antônio Parreiras                         |                     | O identificador "Q75998427" é desconhecido pelo sistema. Utilize um identificador de entidade válido, por favor.  |
|        | O dia seguinte                             | 1913                 |                                    |                                                 |                     | O identificador "Q76148718" é desconhecido pelo sistema. Utilize um identificador de entidade válido, por favor.  |
|        | Retrato                                    |                      |                                    | Museu Afro Brasil                               |                     | O identificador "Q76150192" é desconhecido pelo sistema. Utilize um identificador de entidade válido, por favor.  |
|        | Alguns colegas                             | 1921                 |                                    | Museu Nacional de Belas Artes                   |                     | O identificador "Q76150565" é desconhecido pelo sistema. Utilize um identificador de entidade válido, por favor.  |
|        | Cigana                                     | 1910                 |                                    | Pinacoteca de São Paulo                         |                     | O identificador "Q76516224" é desconhecido pelo sistema. Utilize um identificador de entidade válido, por favor.  |
|        | Estudo de Cabeças                          |                      |                                    | Museu Afro Brasil                               |                     | O identificador "Q76517972" é desconhecido pelo sistema. Utilize um identificador de entidade válido, por favor.  |
|        | Menino                                     | 1918                 |                                    | Museu Afro Brasil                               | retrato             | O identificador "Q77322504" é desconhecido pelo sistema. Utilize um identificador de entidade válido, por favor.  |
|        | Menino com legumes                         | 1917                 |                                    | Pinacoteca de São Paulo                         |                     | O identificador "Q77427782" é desconhecido pelo sistema. Utilize um identificador de entidade válido, por favor.  |
|        | Nu Feminino                                | 1909                 |                                    | coleção particular                              |                     | O identificador "Q77428966" é desconhecido pelo sistema. Utilize um identificador de entidade válido, por favor.  |
|        | Marinha, Rio de Janeiro                    | década de 1910       |                                    |                                                 |                     | O identificador "Q130547303" é desconhecido pelo sistema. Utilize um identificador de entidade válido, por favor. |
|        | Landscape with meadow and sun reflections. | 1920                 | No/unknown value                   |                                                 |                     | O identificador "Q130547319" é desconhecido pelo sistema. Utilize um identificador de entidade válido, por favor. |
|        | Woman Praying                              | 1905                 | No/unknown value                   |                                                 |                     | O identificador "Q130547328" é desconhecido pelo sistema. Utilize um identificador de entidade válido, por favor. |
|        | retrato de senhora                         |                      | No/unknown value                   |                                                 | retrato             | O identificador "Q130547356" é desconhecido pelo sistema. Utilize um identificador de entidade válido, por favor. |
|        | Tempestade                                 | 1910                 |                                    |                                                 |                     | O identificador "Q130547922" é desconhecido pelo sistema. Utilize um identificador de entidade válido, por favor. |
|        | Pintor no ateliê, Paris                    | 1910                 | Coleção Sergio Sahione Fadel       |                                                 |                     | O identificador "Q130548050" é desconhecido pelo sistema. Utilize um identificador de entidade válido, por favor. |
|        | Marinha                                    | 1919                 | Museu Afro Brasil No/unknown value | Museu Afro Brasil                               | arte marinha        | O identificador "Q75998020" é desconhecido pelo sistema. Utilize um identificador de entidade válido, por favor.  |
|        | Criança deitada                            | 1906                 | Museu Afro Brasil                  | Museu Afro Brasil                               |                     | O identificador "Q130543818" é desconhecido pelo sistema. Utilize um identificador de entidade válido, por favor. |
|        | Marinha                                    | 1909                 | Museu Afro Brasil                  | Museu Afro Brasil                               |                     | O identificador "Q130547744" é desconhecido pelo sistema. Utilize um identificador de entidade válido, por favor. |
|        | Paisagem (tampa de uma caixa de pintura)   | 1 de janeiro de 1500 | Museu Afro Brasil                  | Museu Afro Brasil                               |                     | O identificador "Q130547833" é desconhecido pelo sistema. Utilize um identificador de entidade válido, por favor. |
|        | Autorretrato                               | 1 de janeiro de 1500 | Museu Afro Brasil                  | Museu Afro Brasil                               |                     | O identificador "Q130547839" é desconhecido pelo sistema. Utilize um identificador de entidade válido, por favor. |
|        | Lúcio                                      | 1906                 | Museu Afro Brasil                  | Museu Afro Brasil                               | retrato             | O identificador "Q130547847" é desconhecido pelo sistema. Utilize um identificador de entidade válido, por favor. |
|        | Sem título (Natureza-morta)                | 1920                 | Museu Afro Brasil                  | Museu Afro Brasil                               |                     | O identificador "Q130547852" é desconhecido pelo sistema. Utilize um identificador de entidade válido, por favor. |
|        | Sem título (Natureza-morta)                | 1921                 | Museu Afro Brasil                  | Museu Afro Brasil                               |                     | O identificador "Q130547865" é desconhecido pelo sistema. Utilize um identificador de entidade válido, por favor. |
|        | Sem título                                 | 1920                 | Museu Afro Brasil                  | Museu Afro Brasil                               |                     | O identificador "Q130548042" é desconhecido pelo sistema. Utilize um identificador de entidade válido, por favor. |
|        | Retrato de homem                           | 1916                 | Museu Afro Brasil                  | Museu Afro Brasil                               | retrato             | O identificador "Q130548047" é desconhecido pelo sistema. Utilize um identificador de entidade válido, por favor. |
|        | Sem título (Paisagem)                      | 1908                 | Museu Afro Brasil                  | Museu Afro Brasil                               |                     | O identificador "Q130548054" é desconhecido pelo sistema. Utilize um identificador de entidade válido, por favor. |
|        | Sem título (Paisagem)                      | 1919                 | Museu Afro Brasil                  | Museu Afro Brasil                               |                     | O identificador "Q130548063" é desconhecido pelo sistema. Utilize um identificador de entidade válido, por favor. |
|        | Sem título (Paisagem)                      | 1909                 | Museu Afro Brasil                  | Museu Afro Brasil                               |                     | O identificador "Q130548068" é desconhecido pelo sistema. Utilize um identificador de entidade válido, por favor. |
|        | Sem título (Paisagem)                      | 1 de janeiro de 1500 | Museu Afro Brasil                  | Museu Afro Brasil                               |                     | O identificador "Q130563540" é desconhecido pelo sistema. Utilize um identificador de entidade válido, por favor. |
|        | Sem título (Paisagem)                      | 1 de janeiro de 1500 | Museu Afro Brasil                  | Museu Afro Brasil                               |                     | O identificador "Q130563557" é desconhecido pelo sistema. Utilize um identificador de entidade válido, por favor. |
|        | Sem título (Paisagem)                      | 1920                 | Museu Afro Brasil                  | Museu Afro Brasil                               |                     | O identificador "Q130563561" é desconhecido pelo sistema. Utilize um identificador de entidade válido, por favor. |
|        | índia                                      | 1908                 | Museu Afro Brasil                  | Museu Afro Brasil                               |                     | O identificador "Q130563566" é desconhecido pelo sistema. Utilize um identificador de entidade válido, por favor. |
|        | Sem título (Paisagem)                      | 1916                 | Museu Afro Brasil                  | Museu Afro Brasil                               |                     | O identificador "Q130564233" é desconhecido pelo sistema. Utilize um identificador de entidade válido, por favor. |
|        | Sem título                                 |                      | Museu Afro Brasil                  | Museu Afro Brasil                               |                     | O identificador "Q130564282" é desconhecido pelo sistema. Utilize um identificador de entidade válido, por favor. |
|        | Sem título                                 | 1919                 | Museu Afro Brasil                  | Museu Afro Brasil                               |                     | O identificador "Q130564352" é desconhecido pelo sistema. Utilize um identificador de entidade válido, por favor. |
|        | Sem título                                 | 1919                 | Museu Afro Brasil                  | Museu Afro Brasil                               |                     | O identificador "Q130565960" é desconhecido pelo sistema. Utilize um identificador de entidade válido, por favor. |
|        | Sem título (Paisagem)                      | 1920                 | Museu Afro Brasil                  | Museu Afro Brasil                               |                     | O identificador "Q130566002" é desconhecido pelo sistema. Utilize um identificador de entidade válido, por favor. |
|        | Sem título                                 | 1908                 | Museu Afro Brasil                  | Museu Afro Brasil                               |                     | O identificador "Q130566064" é desconhecido pelo sistema. Utilize um identificador de entidade válido, por favor. |
|        | Sem título                                 |                      | Museu Afro Brasil                  | Museu Afro Brasil                               |                     | O identificador "Q131702582" é desconhecido pelo sistema. Utilize um identificador de entidade válido, por favor. |
|        | Modelo em repouso                          | século XX            | Museu Nacional de Belas Artes      | Museu Nacional de Belas Artes                   |                     | O identificador "Q130543810" é desconhecido pelo sistema. Utilize um identificador de entidade válido, por favor. |
|        | Retrato de Silvia Meyer                    | 1912                 | Museu Nacional de Belas Artes      | Museu Nacional de Belas Artes                   | retrato             | O identificador "Q130553641" é desconhecido pelo sistema. Utilize um identificador de entidade válido, por favor. |
|        | Retrato do pintor e escultor Eduardo de Sá | 1910                 | Museu Nacional de Belas Artes      | Museu Nacional de Belas Artes                   | retrato             | O identificador "Q130553648" é desconhecido pelo sistema. Utilize um identificador de entidade válido, por favor. |
|        | O menino                                   | 1917                 | Museu de Arte de São Paulo         | Museu de Arte de São Paulo                      |                     | O identificador "Q49866279" é desconhecido pelo sistema. Utilize um identificador de entidade válido, por favor.  |
|        | A dama de verde                            | 1908                 | Museu de Arte de São Paulo         | Museu de Arte de São Paulo                      |                     | O identificador "Q49866358" é desconhecido pelo sistema. Utilize um identificador de entidade válido, por favor.  |
|        | Passeio Público                            | 1919                 | Pinacoteca de São Paulo            | Pinacoteca de São Paulo                         | pintura de paisagem | O identificador "Q77323237" é desconhecido pelo sistema. Utilize um identificador de entidade válido, por favor.  |
|        | Auto-retrato                               | 1908                 | Q59247460                          | Pinacoteca de São Paulo                         | autorretrato        | O identificador "Q28776069" é desconhecido pelo sistema. Utilize um identificador de entidade válido, por favor.  |
|        | No Ateliê                                  | 1918                 | Q59247460                          | Pinacoteca de São Paulo                         |                     | O identificador "Q28794060" é desconhecido pelo sistema. Utilize um identificador de entidade válido, por favor.  |

∑ 48 items.